# Radioisótopo traza
Un radioisótopo traza es un radioisótopo  que ocurre naturalmente en cantidades de rastro (p.e., extremadamente pequeños). En general, estos radioisótopos tienen un periodo de semidesintegración que es corto en comparación a la edad de la Tierra, desde que los nucleidos primordiales tienden a ocurrir en más grandes cantidades que de traza. Estos radioisótopos se presentan solo porque son continuamente producidos en la Tierra por procesos naturales. Una excepción a esta regla es el plutonio-244 que, con una vida media de aproximadamente 80 millones de años, no es suficientemente estable para que algún rastro de este haya quedado de la formación de la Tierra. 
Los procesos naturales que producen radioisótopos traza incluyen bombardeo de rayo cósmico de nucleidos estables, decadencia beta y alfa simple de nucleidos pesados de larga vida, torio-232, uranio-238, y uranio-235, fisión espontánea de uranio-238 natural, y reacciones de transmutación nuclear inducidos por radiactividad natural, como la producción de plutonio-239 y Uranio-236 mediante la captura de neutrón por uranio natural.